# 哈德姆·穆罕默德帕夏
哈德姆·穆罕默德帕夏（土耳其語：Hadım Mehmet Paşa），是一名出身格魯吉亞人的鄂圖曼帝國政治家。
他在1622年9月21日至1623年2月5日出任大维齐尔，也曾於1604-05年間出任埃及省的總督。